# Klaus Strazicky
Klaus Strazicky (...) è un produttore discografico, arrangiatore e tecnico del suono tedesco.

## Carriera
Inizia la sua carriera di tecnico del suono nel 1984 ai Country Lane Studios di Monaco di Baviera come assistente di Harry Thumann. Lavora successivamente con importanti case discografiche come BMG Ariola, EMI, Warner Bros. Records, Koch International, Walt Disney Records, London Records, Polydor Records e PolyGram.

## Discografia
Come produttore discografico e tecnico del suono, anche per alcune colonne sonore, ha lavorato con Patrick Lindner, Giorgio Moroder, Gian Piero Reverberi, Rondò Veneziano, Margarethe von Trotta, Helmut Dietl, Mick Jackson, Roger Whittaker, Michael Holm, Konstantin Wecker, Udo Lindenberg, Plácido Domingo, The Kelly Family, Poco, Claudja Barry, Eric Burdon, Hall & Oates, Stress, Etta Scollo, Joy Fleming, Warlock, Terence Trent D'Arby, Curt Cress, Jennifer Rush, Earthtones, Jeremy Jackson, Die Toten Hosen, Bobby Kimball, Harald Kloser, Stefan Waggershausen, Henning Lohner.

### Produzione e arrangiamenti[2]
- 1994 - Konstantin Wecker, Uferlos in Salzburg Live (BMG Ariola)
- 1999 - Konstantin Wecker, Es Lebte ein Kind auf den Bäumen (BMG Ariola)
- 1999 - Konstantin Wecker, Liebeslieder (BMG Ariola)
- 2007 - Joy Fleming, L'attraction (Global Records)

### Tecnico del suono[2]
- 1984 - Rondò Veneziano, Odissea veneziana (Baby Records)
- 1985 - Rondò Veneziano, Casanova (Baby Records)
- 1986 - Rondò Veneziano, Rapsodia veneziana (Baby Records)
- 1987 - Rondò Veneziano, Arabesque (Baby Records)
- 1988 - Rondò Veneziano, Concerto (Baby Records)
- 1989 - Rondò Veneziano, Masquerade (Baby Records)
- 1990 - Rondò Veneziano, The Genius of Vivaldi, Mozart, Beethoven (Baby Records)
- 1990 - Gian Piero Reverberi, GSC - Open Universe (BMG Ariola)
- 1991 - Plácido Domingo, The Broadway I Love (East West Records)
- 1991 - Rondò Veneziano, Prestige (Baby Records)
- 1995 - Rondò Veneziano, Sinfonia di Natale (DDD - La Drogueria di Drugolo)
- 1993 - Pippo Pollina, Le pietre di Montsegùr (Zytlogge)
- 1993 - Gian Piero Reverberi, L'antivirtuoso (DDD - La Drogueria di Drugolo)
- 1997 - Rondò Veneziano, Marco Polo (Koch International)
- 1998 - Konstantin Wecker, Brecht (BMG Ariola)
- 2000 - Demis Roussos, Auf Meinen Wegen (BMG Ariola)